# Kniensheuvel
De Kniensheuvel is een heuvel in Nederlands Zuid-Limburg in de gemeente Stein. De heuvel ligt bij Elsloo op de rechteroever van de Maas en heeft een hoogte van ongeveer 77 meter.

## Ligging
De heuvel ligt ten noordwesten van het Centraal Plateau op een helling aan de zuidwestrand van het Plateau van Graetheide in de overgang naar het Maasdal aan de rand van het Bunderbos. Ten oosten van de heuvel ligt Catsop. Ten noorden van de heuvel ligt buurtschap Terhagen en het kasteelpark van Kasteel Elsloo. In de helling van de heuvel stroomt de Woudbeek met haar vele bronnen. De Kniensheuvel wordt doorsneden door de spoorlijn Maastricht - Venlo die hier ingegraven is om het hoogteverschil tussen de plateaus en het Maasdal te overbruggen.

## Toponymie
De naam Kniensheuvel is pas ontstaan na de spooraanleg. Een knien is in het dialect een konijn en de heuvel is hier waarschijnlijk naar vernoemd vanwege de vele konijnen die hier toen hebben geleefd.

## Geschiedenis
In de 19e eeuw vond er een afschuiving plaats van het spoor als gevolg van drijfzand, waarna het spoor meer in de helling werd gelegd. Met deze graafwerkzaamheden kwam de heuvel afgescheiden te liggen van het Boursveld en bleef er een restant over ten westen van de spoorlijn. Bij dit gevaarlijke spoortracé werd een spoorwachterswoning gebouwd voor de spoorwachter die het spoor moest bewaken (het eenzame huis op de heuvel).
Tijdens de Tweede Wereldoorlog beschoot het Engelse afweergeschut op 17 december 1944 een Duitse Messerschmitt. Het jachtvliegtuig werd geraakt en sloeg te pletter in het bos bij de Kniensheuvel, waarbij de driekoppige bemanning omkwam. In 2005 werd het vliegtuig opgegraven.

## Geologie
De heuvel ligt ten noorden van de Schin op Geulbreuk en de bodem bevat hier kalkrijke löss, hieronder terrasafzettingen van zand en Maasgrind die hier door de Westmaas afgezet zijn, met daaronder verschillende zand- en kleilagen uit de Formatie van Rupel. Van boven naar beneden bevinden zich de volgende laagpakketten ontsloten:
- löss van het Laagpakket van Schimmert
- terrasafzettingen van zand en grind van het Laagpakket van Rothem
- zand van het Laagpakket van Kakert
- zand van de Afzettingen van Rupel
- klei van het Laagpakket van Boom
- zand van het Laagpakket van Waterval
- klei van het Laagpakket van Kleine-Spouwen
- zand van het Laagpakket van Berg